# Corso Sempione
Corso Sempione è un'importante strada radiale di Milano.

## Storia
Aperta nel 1801 come primo tronco della strada per il Sempione (realizzata in età napoleonica per collegare Milano a Parigi), si presenta come un largo viale alberato e rettilineo, prospetticamente puntato sull'Arco della Pace, secondo la moda neoclassica. Il progetto ha evidenti riferimenti agli Champs-Elysées di Parigi. Sfocia nell'attuale Piazza Firenze, originariamente rondò per le carrozze dei nobili.

## Caratteristiche
Corso Sempione ha origine dall'omonima porta nelle mura, aperta per l'occasione, e si dirige verso nord-ovest.
La penetrazione urbana dell'asse, pur prevista, non fu mai realizzata: l'area adibita a piazza d'armi continuò infatti ad essere adibita a tale uso fino a fine Ottocento, sostituita quindi dal Parco Sempione, e il prolungamento del corso all'interno della città fu realizzato anch'esso a fine Ottocento, secondo un disegno più modesto.
Verso la campagna, il corso Sempione terminava al rondò Biraghi , l'attuale piazza Firenze, realizzato per consentire l'inversione delle carrozze dei nobili a passeggio, secondo gli usi del tempo. Più oltre, nella località Cagnola, l'attuale Piazzale Accursio, la strada si biforcava, confluendo con due brevi tronchisulle preesistenti strade Gallaratese e Varesina.
Con la restaurazione austriaca l'asse del Sempione perse importanza, sostituito dall'asse diretto verso nord-est, in direzione della Villa di Monza (attuali corso Venezia, corso Buenos Aires e viale Monza); dopo l'Unità d'Italia il corso Sempione venne addirittura tagliato a livello da due linee ferroviarie: nel 1870 quella per Vigevano (soppressa poi nel 1931) e nel 1879 quella per Saronno (portata in trincea nel 1929). In seguito all'elettrificazione delle tranvie urbane, avvenuta negli ultimi anni del XIX secolo, fu necessario costruire due cavalcaferrovia tranviari.
Attualmente il corso possiede una carreggiata centrale, percorsa da un intenso traffico automobilistico, e due controviali laterali, separati da due strisce di verde pubblico.
Un progetto dell'arch. Álvaro Siza prevedeva la soppressione della carreggiata centrale, da adibirsi anch'essa a giardino; tale intervento, mai realizzato, doveva essere compreso nel sistema di riqualificazione delle strade cittadine dirette all'area dell'Expo 2015 (la cosiddetta "via di terra").
Qui ha sede il centro di produzione TV della RAI Radiotelevisione Italiana.

## Edifici notevoli
Sul lato sinistro:

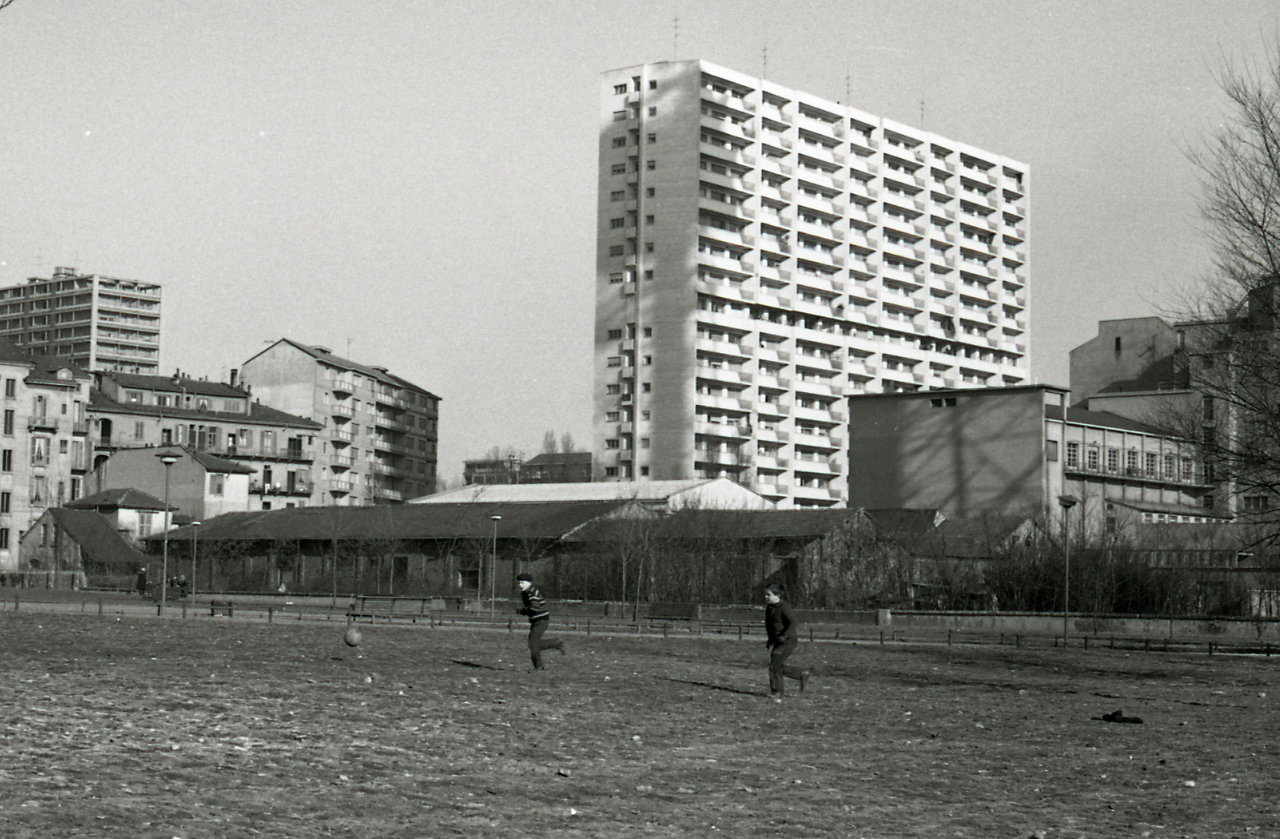
Edificio in Corso Sempione 33 costruito da Piero Bottoni nel 1955-1957. Foto di Paolo Monti.

- al n. 25 la sede del gruppo rionale fascista "P. E. Crespi", costruito dal 1938 al 1939 su progetto di Gianni Angelini, Giuseppe Calderara e Tito Varisco[3];
- al n. 27 la sede RAI, già EIAR, costruita nel 1939 su progetto di Gio Ponti[4];
- al n. 33 un edificio residenziale, costruito dal 1955 al 1957 su progetto di Piero Bottoni[5];
- al n. 43 il grattacielo "Vespa", costruito nel 1955 su progetto di Luigi Vietti[4];
- al n. 55 un complesso direzionale, costruito dal 1984 al 1988 su progetto di Fausto, Lucio e Vincenzo Passarelli[6];
- al n. 75 un edificio per abitazioni, costruito nel 1965 su progetto di Mario Asnago e Claudio Vender[4];
- al n. 81 un edificio per abitazioni, costruito nel 1953 su progetto di Gianemilio, Pietro e Anna Monti[7].

Sul lato destro:
- al n. 36 la Casa Rustici, costruita dal 1933 al 1935 su progetto di Pietro Lingeri e Giuseppe Terragni[8];
- al n. 38 un edificio per abitazioni e negozi, costruito dal 1952 al 1954 su progetto di Gianemilio, Pietro e Anna Monti[9];
- al n. 66 un edificio per uffici, costruito dal 1946 al 1947 su progetto di Eugenio ed Ermenegildo Soncini[10]
- al n. 86 un edificio per abitazioni, costruito dal 1955 al 1956 su progetto di Vittore Ceretti[11].

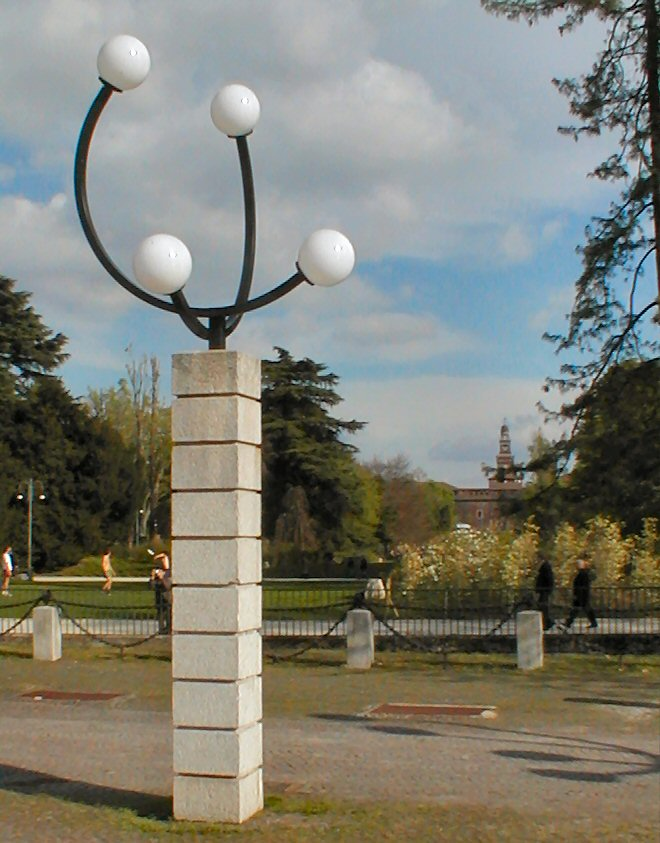
Lampioni disegnati da Vittoriano Viganò, installati lungo il primo tratto negli anni ottanta
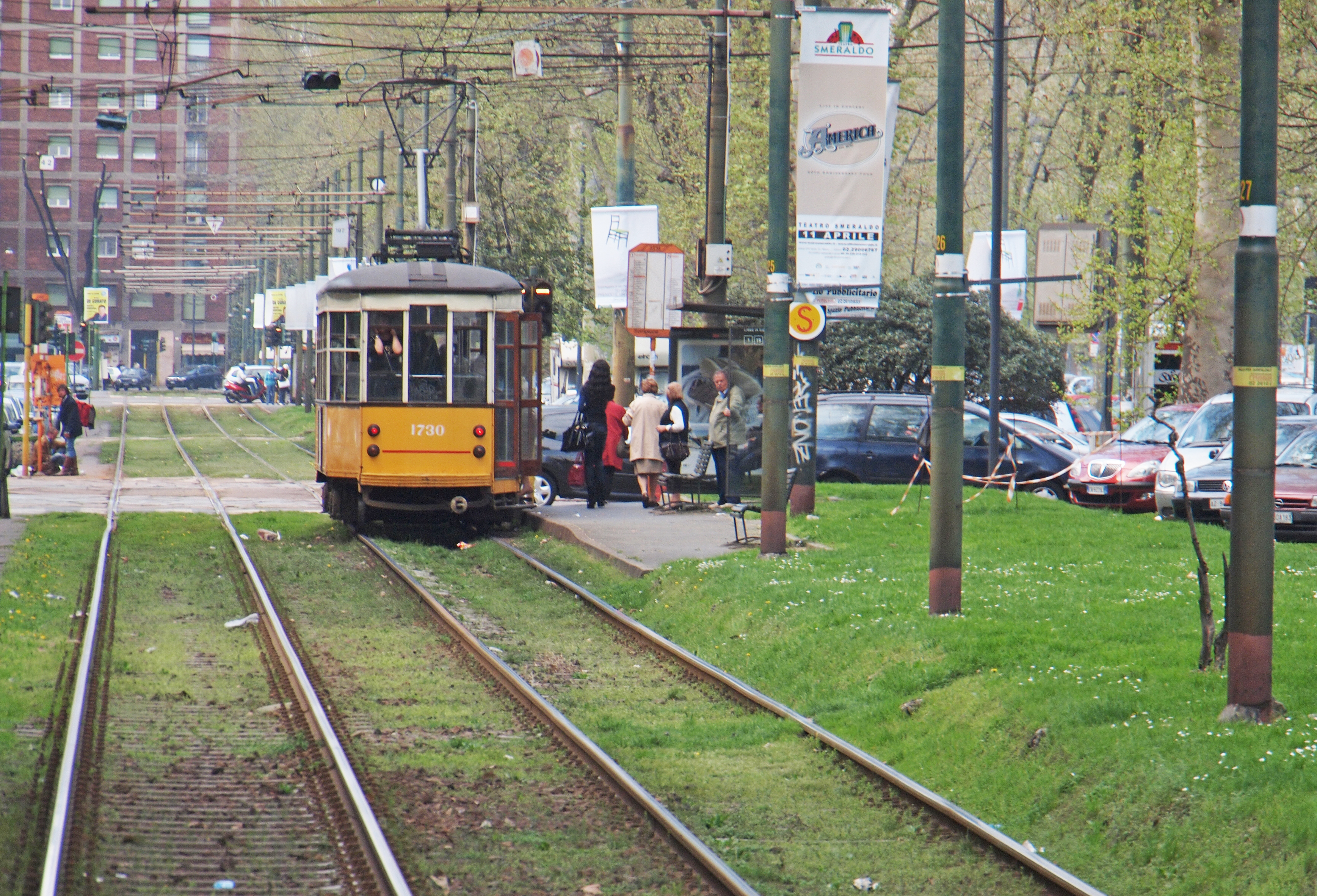
Il tram in Corso Sempione
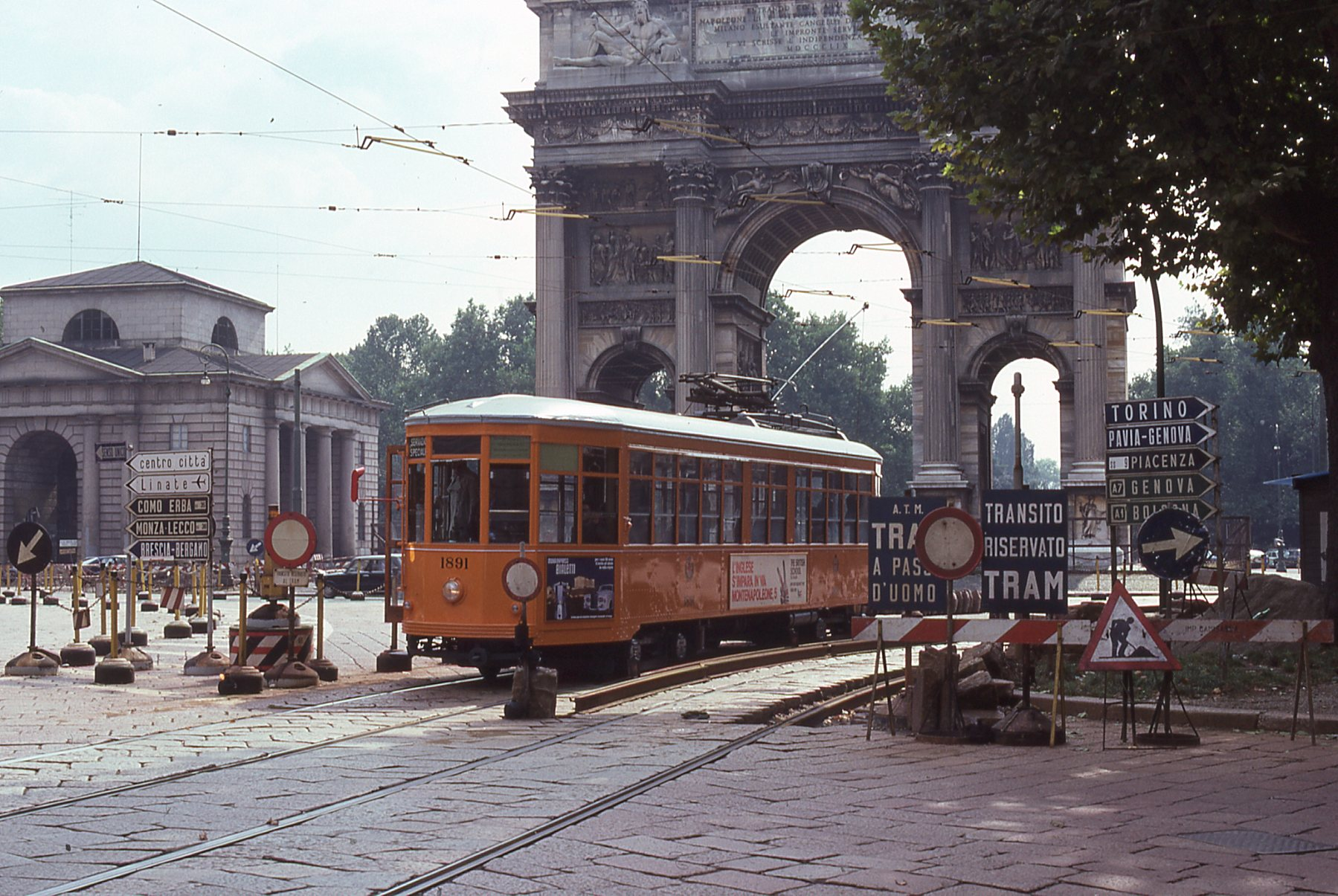
Il tram passa accanto all'Arco della Pace
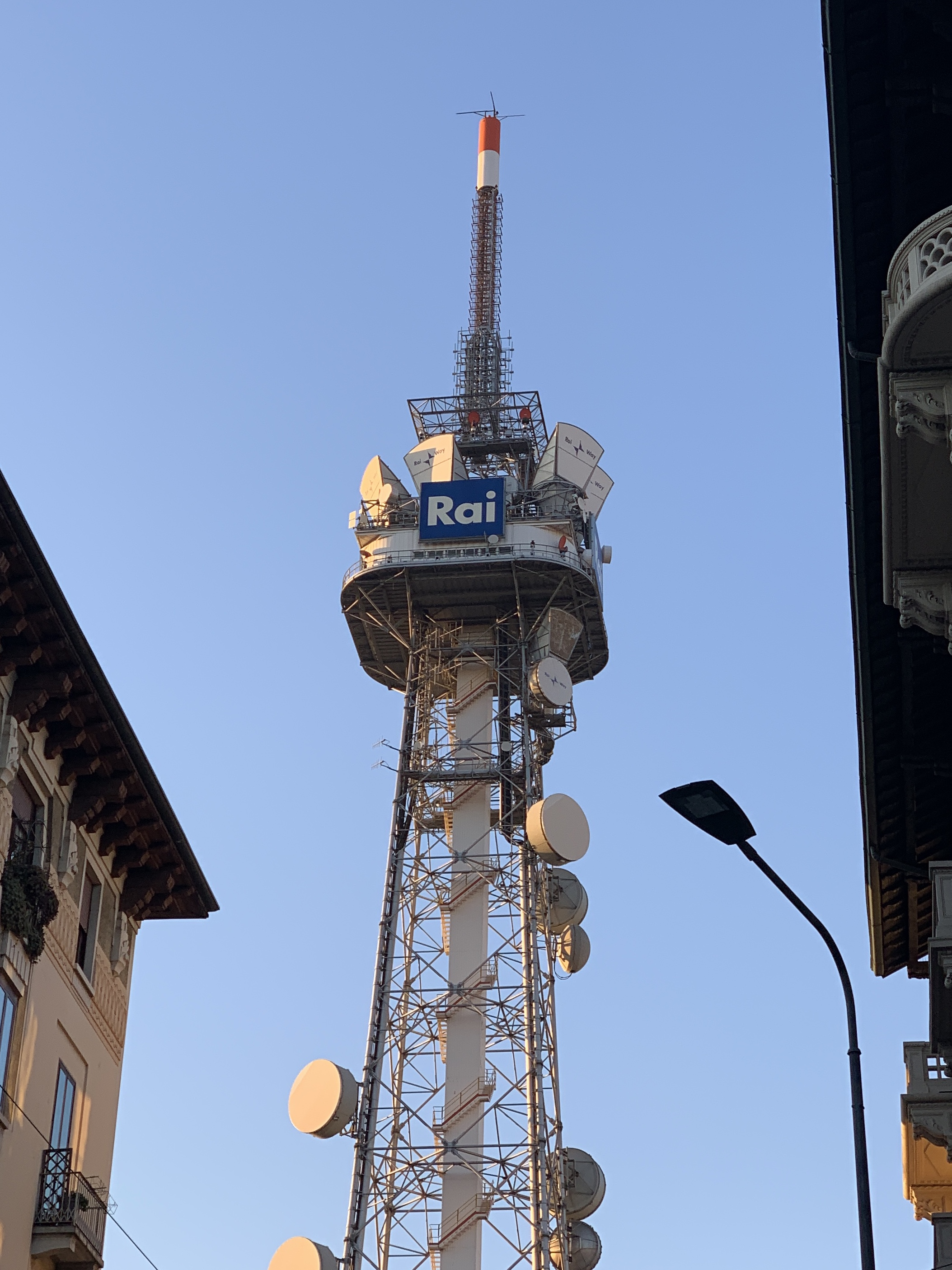
L'antenna Rai situata all'interno dello storico centro di produzione di Milano sito in questa strada

## Trasporti
- Domodossola FN
- Stazione di Milano Domodossola

### Esplicative
1. ↑  Il progetto prevedeva di trasformare il Castello in una reggia neoclassica, circondata da un'immensa piazza circolare fiancheggiata da edifici pubblici, detta Foro Buonaparte.
2. ↑  L'attuale via Dante.
3. ↑  Così detto dal nome della cascina più vicina (Carta manovra Corpi Santi 1878 IGM e mappa Savallo 1927).
4. ↑  Le attuali vie Gassendi e Pacinotti.

### Bibliografiche
1. ↑  Si veda una mappa del 1914.
2. ↑   Roberto Arsuffi, Skymino: Milano - Corso Sempione come una Ramblas II, su Skymino, mercoledì 30 luglio 2008. URL consultato il 2 novembre 2021.
3. ↑  Grandi, Pracchi, op. cit., p. 186
4. 1 2 3  Guida d'Italia..., p. 508
5. ↑  Grandi, Pracchi, op. cit., p. 315
6. ↑  Gramigna, Mazza, op. cit., p. 479
7. ↑  Gramigna, Mazza, op. cit., p. 258
8. ↑  Grandi, Pracchi, op. cit., p. 181
9. ↑  Gramigna, Mazza, op. cit., p. 264
10. ↑  Piero Bottoni, Edifici moderni in Milano, Editoriale Domus, Milano 1954, pp. 136-143.
11. ↑  Gramigna, Mazza, op. cit., p. 289